# Duinparasolzwam
De duinparasolzwam (Lepiota erminea) is een plaatjeszwam in de familie Agaricaceae. Hij leeft saprotroof in grazige vegetatie op zandige bodem. Deze zwam is algemeen in de grijze duinen en langs de zeereep, tussen het gras en het mos. Hij is te herkennen aan het witte, ietwat pluizige uiterlijk. 

## Kenmerken

### Uiterlijke kenmerken
Hoed
De hoed heeft een diameter van 2 tot 7 cm. De vorm is halfbolvormig met ingebogen rand en wordt later gewelfd. Soms heeft hij een lage umbo. Het midden is glad, daaromheen fijn vezelig. Aan de rand zijn velumresten. De hoed is wit met een soms wat bruinig centrum.
Lamellen
De lamellen staan vrij van de steel en zijn wit van kleur. Ze staan heel dicht op elkaar.
Steel
De steel heeft dezelfde lengte als de diameter van de hoed. De dikte is 3 tot 10 mm. Hij is cilindrisch of aan de basis iets verdikt. Er is een vliezig ringetje, wit met bruinige vlokjes aan de rand. De steel is wit en vezelig.
Geur en smaak
De geur en smaak zijn neutraal of iets raapachtig.
Sporenprint
De sporenprint is wit. 

### Microscopische kenmerken
De sporen zijn langwerpig of iets langgerekt en amandelvormig. Ze meten 10-23 × 5-8 met een Q-getal van 1,8 tot 3,5, Q-gem 2,0 tot 3,0. De cheilocystidia zijn onopvallend of knotsvormig.

## Verspreiding
De duinparasolzwam komt voor in Europa, Noord-Amerika en Japan. In Nederland komt hij vrij algemeen voor. Hij staat niet op de rode lijst en is niet bedreigd.

## Giftig
In parasolzwammen komt een potentieel dodelijke gifstof voor, de consumptie wordt dan ook afgeraden. 

## Taxonomie
De duinparasolzwam werd voor het eerst beschreven in 1821 door Elias Magnus Fries, die het Agaricus ermineus noemde. De huidige naam, erkend door Index Fungorum, werd er in 1871 door Paul Kummer aan gegeven.